# Список памятников турецким воинам в Азербайджане
Список памятников турецким воинам в Азербайджане представляет собой перечень монументов, установленных в различных уголках Азербайджана, в память о турецких военнослужащих Кавказской исламской армии, погибших здесь летом—осенью 1918 года. Перечисленные памятники турецким воинам установлены в местах захоронений павших в боях турецких военнослужащих. Могилы турецких военнослужащих в Азербайджане стали благоустраиваться после восстановления страной независимости в 1991 году. Память павших воинов увековечена не только в Баку, но и в других районах Азербайджана, на территории которых в 1918 году велись боевые действия. В современном Азербайджане воздвигнутые в различных регионах страны памятники турецким воинам посещаются как святые места.

## Список памятников
| Памятник                                        | Год установки | Местоположение | Архитекторы          | Фото | Примечания |
| ----------------------------------------------- | ------------- | --- | -------------------- | ---- | --- |
| Мавзолей турецких воинов у села Арабшалбаш      | 1993          | Гобустанский район, к юго-востоку от села Арабшалбаш                                                              |                      |      | Мавзолей был построен на средства жительницы села Нисы Гусейновой над могилами четырёх турецких военнослужащих Кавказской исламской армии, погибших в боях с отрядами Бакинской коммуны на территории Шемахинского уезда |
| Памятник турецким воинам в Баку                 | 1999—2000     | Баку, Сабаильский район, Аллея шахидов                                                                            | Гусейн Бутунер       |      | Монумент воинам Кавказской исламской армии, павшим в битве за город Баку в 1918 году с силами Диктатуры Центрокаспия и поддерживавшего его британского экспедиционного корпуса. Открытие памятного комплекса состоялось 9 апреля 2000 года при участии президентов Азербайджана и Турции. Многие из турецких и азербайджанских солдат, погибших в боях за Баку в сентябре 1918 года, похоронены в районе этого кладбища |
| Памятник турецким воинам в долине Аджидере      | 2000          | Гобустанский район, вдоль автомобильной дороги Баку—Шемахы, долина Аджидере                                       | Турецкие специалисты |      | Монумент погибшим воинам Кавказской исламской армии. В 250 метрах от памятника расположена могила неизвестного турецкого военнослужащего, предположительно офицера Кадыра Эфенди |
| Памятник турецким воинам в Карамарьяме          |               | Гёйчайский район, к западу от села Карамарьям                                                                     |                      |      | Во второй половине июня 1918 года близ Гёйчая и села Карамарьям шли одни из самых кровопролитных боёв между подразделениями Кавказской исламской армии и отрядами Бакинской коммуны. В тех боях погибло и пропало без вести 122 турецких военнослужащих. Некоторые из них были похоронены близ Гёйчая и Карамарьяма |
| Памятник турецким воинам в селе Быгыр           |               | Гёйчайский район, на вершине горы на территории кладбища у въезда в село Быгыр (между Гёйчаем и селом Карамарьям) |                      |      | Во второй половине июня 1918 года близ Гёйчая и села Карамарьям шли одни из самых кровопролитных боёв между подразделениями Кавказской исламской армии и отрядами Бакинской коммуны. В тех боях погибло и пропало без вести 122 турецких военнослужащих. Некоторые из них были похоронены близ Гёйчая и Карамарьяма |
| Челенгез                                        | 2002          | Шекинский район, село Варазат                                                                                     |                      |      | Монумент установлен в память о шести безымянных турецких солдатах Кавказской исламской армии, погибших в бою с отрядами Бакинской коммуны близ села и похороненных здесь местными жителями |
| Памятник турецким воинам в посёлке Банк         | 2004          | Нефтечалинский район, посёлок Банк, к северу от города Нефтечала, кладбище Сеидляр                                |                      |      | В конце июня 1918 года в селе Банк шли бои между подразделениями Кавказской исламской армии и отрядами Бакинской коммуны. В этих боях погибло 13 турецких военнослужащих. К 2000 году вокруг Нефтечалы было известно о 9 могилах турецких военных. Ныне известно, что на кладбище покоятся останки 10 турецких военных |
| Памятник турецким воинам в Сальяне              | 2012          | Сальян |                      |      | Памятник установлен на территории кладбища города, где находятся могилы четырёх турецких солдат и одного офицера Кавказской исламской армии, павших в 1918 году в боях с силами Бакинской коммуны у села Кюркаракашлы |
| Памятник турецким воинам в Игрыре               | 2012          | Губинский район, кладбище села Игрыр                                                                              |                      |      | Мемориальный комплекс был создан вокруг могил двух турецких военнослужащих Кавказской исламской армии погибших в Кубинском уезде и похороненных здесь в 1918 году. На могилах написаны имена погибших (Гаджи Али и Гаджи Сафарали) и даты их гибели |
| Памятник турецким воинам у села Арабшалбаш      | 2014          | Гобустанский район, в 3 км к западу от села Арабшалбаш                                                            |                      |      | Мемориальный комплекс был построен на средства уроженца села врача Шемахинской центральной больницы Азизхана Фархадова над могилами трёх турецких военнослужащих Кавказской исламской армии, погибших в боях с отрядами Бакинской коммуны на территории Шемахинского уезда |
| Памятник турецким воинам в селе Губалы Балоглан | 2017          | Гаджигабульский район, село Губалы Балоглан                                                                       |                      |      | В 1918 году в боях с силами Бакинской коммуны в селе Губалы Балоглан погибло шесть военнослужащих Кавказской исламской армии и шесть воинов армии Азербайджанской Демократической Республики. Памятник был установлен на территории кладбища, где покоятся останки погибших, при финансовой поддержке посольства Турции в Азербайджане |
| Памятник турецким воинам в посёлке Дигях        | 2019          | Апшеронский район, посёлок Дигях                                                                                  |                      |      | Памятник установлен на территории кладбища, где находятся девять безымянных могил солдат Кавказской исламской армии |
| Памятник турецким воинам в Гяндже               | 2022          | Гянджа, рядом с мечетью Шаха Аббаса                                                                               |                      |      | Памятник установлен в честь первых погибших военнослужащих Кавказской исламской армии, которые были убиты в городе во время столкновений с местными армянами и похоронены на этом месте. Так, ещё в конце мая 1918 года Бакинская коммуна во главе со Степаном Шаумяном планировала наступление против мусульманских вооружённых сил в Елизаветполе, где собиралась вызвать восстание армян. Прибывший в город Нури-паша решил разоружить находившихся в городе армян для того, чтобы обезопасить тыл своей армии перед походом на восток, в Баку. 11 июня 1918 года во время столкновений при попытке разоружения погибло 13 турецких военнослужащих |